# ادوارد آر. برک
ادوارد آر. برک (به انگلیسی: Edward R. Burke) سناتور سابق عضو حزب دموکرات ایالات متحده آمریکا بود. وی در سال ۱۹۳۵ تا ۱۹۴۱ میلادی سناتور ایالت نبراسکا در سنای ایالات متحده آمریکا بود.